# Сан-Доменико-ди-Гусман (титулярная диакония)
Титулярная диакония Сан-Доменико-ди-Гусман (лат. Diaconia Sancti Dominici Oxomensis) — титулярная церковь была создана Папой Бенедиктом XVI 18 февраля 2012 года. Титулярная диакония принадлежит церкви Сан-Доменико-ди-Гусман, расположенной в римской зоне Тор Сан-Джованни, на виа Винченцо Марморале.

## Список кардиналов-дьяконов титулярной диаконии Сан-Доменико-ди-Гусман
- Мануэл Монтейру де Каштру (18 февраля 2012 — 4 марта 2022), титулярная диакония pro hac vice (4 марта 2022 — по настоящее время).